# Robinson Ellis
Robinson Ellis (født 5. september 1834 i Barming ved Maidstone i Kent, død 10. oktober 1913 i Oxford) var en engelsk filolog.
Ellis blev professor i latin ved University College i London i 1870, reader i Oxford i 1883 og var fra 1893 professor sammesteds. Han har navnlig beskæftiget sig med Catul, hvis digte han både har udgivet (1867, 1878 og 1904) og oversat (1871) og forsynet med en udførlig kommentar (1876 og 1889). Foruden adskillige arbejder om andre romerske digtere må også nævnes hans udgave af Vellejus Paterculus (1898).